# مهرجان سبسطية للسياحة والتراث
مهرجان سبسطية للسياحة والتراث هو مهرجان يُقام كل عام بين شهري سبتمبر وأكتوبر في ساحة الأعمدة ببلدة سبسطية الواقعة شمال غرب نابلس. يقدم المهرجان مجموعة متنوعة من البرامج التراثية والثقافية والفنية والترفيهية للسكان المحليين والسياح على حد سواء. ويعد مكاناً جيداً لشراء المشغولات اليدوية الفلسطينية.
يُنظَم المهرجان من قبل اللجنة العليا لمهرجان سبسطية للسياحة والتراث بالتعاون مع بلدية سبسطية وبالشراكة مع وزارات الإعلام والسياحة والثقافة.

## أهميته
في افتتاح محافظ نابلس لمهرجان سبسطية التاسع للسياحة والاثار، أكد اللواء أكرم الرجوب على أهمية هذا المهرجان كظاهرة ثقافية وسياحية من جهة، ولبعده السياسي من جهة اخرى، مؤكداً أن أهميته تنبع من أهمية سبسطية بتاريخها وحضارتها وآثارها التي تعتبر شاهداً على فلسطينية هذه الأرض، إلى جانب ما تمثله من تحد للاحتلال الصهيوني ومواجهة مخططاته التي تهدف لتزوير التاريخ وسرقة الأرض الفلسطينية.
وأشار كذلك أن هذا المهرجان هو فيحة للأمل والفرح يختلسها الفلسطينيون رغماً عن الاحتلال، بما يحمل رسالة للعالم أجمع أن الفلسطينيين يحبون الحياة ويسعون ما استطاعوا إليها سبيلاً، لذلك هم متمسكون بحقهم وبأرضهم وبدحر الاحتلال الصهيوني عنها.

## فعالياته
تشمل فعاليات المهرجان عروضاً فنيةً وموسيقيةً وتراثيةً وثقافيةً تتوزع خلال أيامه. على سبيل المثال، تخلل فعاليات اليوم الأول من مهرجان سبسطية التاسع للسياحة والاثار والذي أقيم عام 2018، عرضٌ لفرقة فنونيات وفرقة آثار سبسطية، كما أدت الفنانة الفلسطينية سناء موسى الأغاني الفلسطينية والأهازيج الشعبية. وشملت فعاليات اليوم الثاني عروض فرقة السريس، وولعت، وفوزي وموزي. فيما قدمت فرقة "أوف" المقدسية عروضا متنوعة في اليوم الثالث، بالاضافة الى حفل غنائي للفنان هيثم خلايلة.
كما يشهد المهرجان فعاليات للأطفال تتضمن الرسم على الوجوه وألعاب الخفة والسحر وعروض الدبكة التراثية.